# Мегуріча
Мегуріча (рум. Măguricea) — село у повіті Бузеу в Румунії. Входить до складу комуни Пенетеу.
Село розташоване на відстані 97 км на північ від Бухареста, 36 км на північний захід від Бузеу, 127 км на захід від Галаца, 74 км на південний схід від Брашова.

## Населення
За даними перепису населення 2002 року у селі проживали 167 осіб, усі — румуни. Усі жителі села рідною мовою назвали румунську.